# Get Cape. Wear Cape. Fly
Get Cape. Wear Cape. Fly es el nombre que recibe Sam Duckworth, un artista inglés y su banda. A veces es denominado Get Cape, Cape, GCWCF, Slam Dunkworth y "Charlie charles Khoo Charlie". Según Duckworth, su nombre proviene de una revista de ZX Spectrum. En la sección de ayuda de dicha revista existía una solución para el juego de ordenador de Batman, que figuraba con el encabezado "Get Cape. Wear Cape. Fly."

## Carrera musical
Duckworth creció en Southend-on-Sea, Essex, y ha apoyado a bandas como The Flaming Lips, The Magic Numbers, OK Go, Funeral for a Friend, The Kooks y Feeder. Duckworth firmó un contrato con Atlantic Records en marzo de 2006, después de actuar en numerosos conciertos, tanto con la banda punk rock Silverskin, como con GCWCF.

### The Chronicles of a Bohemian Teenager
"The Chronicles of a Bohemian Teenager" es el primer álbum del grupo Get Cape. Wear Cape. Fly.
Ha sido descrito como una fusión indie/emo, lo que sugiere que se mueve entre la línea que combina el rock emo y la música indie. El álbum fue muy bien recibido por los críticos.

En octubre de 2006, actuó como parte de la BBC Electric Proms. Actuó en una serie de importantes festivales en el 2007, incluyendo Oxegen, Glastonbury, Reading and Leeds Festivals y SXSW. Estaba previsto que también actuase en Wakestock, sin embargo, su actuación fue cancelada debido a las malas condiciones meteorológicas.

En enero de 2007, Duckworth fue nominado al mejor artista solista en la asamblea anual de los premios NME, junto con los artistas Lily Allen, Jamie T, Jarvis Cocker y Thom Yorke, aunque no ganó.

### Searching for the Hows and Whys
Searching for the Hows and Whys es el segundo álbum del grupo Get Cape. Wear Cape. Fly, estrenado el día el 10 de marzo de 2008. Para este álbum, Duckworth contó con la colaboración de Kate Nash en la canción "Better Things" y Billy Bragg en la canción "Interlude". "Waiting for the Monster to Drown" fue lanzado como una descarga gratuita a través de la página oficial de Get Cape. Wear Cape. Fly y MySpace el 7 de diciembre de 2007. El primer sencillo del álbum lanzado fue "Find the Time", estrenado el 3 de marzo de 2008. Dicho sencillo alcanzó el puesto número 33 en el UK Top 40 Chart.
El 24 de marzo de 2008, actuó en Hollyoaks como parte de un concierto organizado en el pueblo.

## Discografía

### Álbumes
- The Chronicles of a Bohemian Teenager (Atlantic Records, 2006)
- Searching for the Hows and Whys (Atlantic Records, 2008)

### EP
- Split con The Remarkable Rocket (3 CD, BSM Records, 2004)
- Split con Dave House (BSM Records/Gravity DIP, 2006)
- Get Cape. Wear Cape. Fly (EP) (BSM Records, 2006)

### Singles
- "I-Spy"/"Call Me Ishmael" (Atlantic Records, 2006)
- "Chronicles of a Bohemian Teenager (Part One)" (Atlantic Records, 2006)
- "War of the Worlds" (Atlantic Records, 2006)
- "I-Spy" (Atlantic Records, marzo de 2007)
- "Find the Time" (Atlantic Records, marzo de 2008)
- "Keep Singing Out" (Atlantic Records, 19 de mayo de 2008)

### Demos
- Demo 1 (2-pista de demostración, autoproducción, 2004)

Colaboración
Grabó una canción con Yourcodenameis:Milo llamada Tiny Vessels en Print Is Dead Vol. 1

## Otros colaboradores
Aunque no es una banda en el sentido convencional, varios músicos han colaborado en actuaciones en vivo con GCWCF:
- Mike Glenister
- Andy Theakstone - Batería
- Gavin Fitzjohn - Trompeta, Saxo, Atuendos
- Jamie Allen - Bajo
- Tom Pinder - Trombón